# 4088 Baggesen
4088 Baggesen è un asteroide della fascia principale. Scoperto nel 1986, presenta un'orbita caratterizzata da un semiasse maggiore pari a 2,4450015 UA e da un'eccentricità di 0,0571760, inclinata di 7,39539° rispetto all'eclittica.